# Basdorf (Wandlitz)
Basdorf is een klein plaatsje ten noorden van de Duitse hoofdstad Berlijn. Tot 2003 was Basdorf een zelfstandige gemeente. Sindsdien is het een deel van de gemeente Wandlitz.
Basdorf werd met name bekend in de Tweede Wereldoorlog vanwege de enorme vliegtuigfabriek van BMW. In het laatste oorlogsjaar werd het dorp meerdere malen gebombardeerd door de geallieerden.

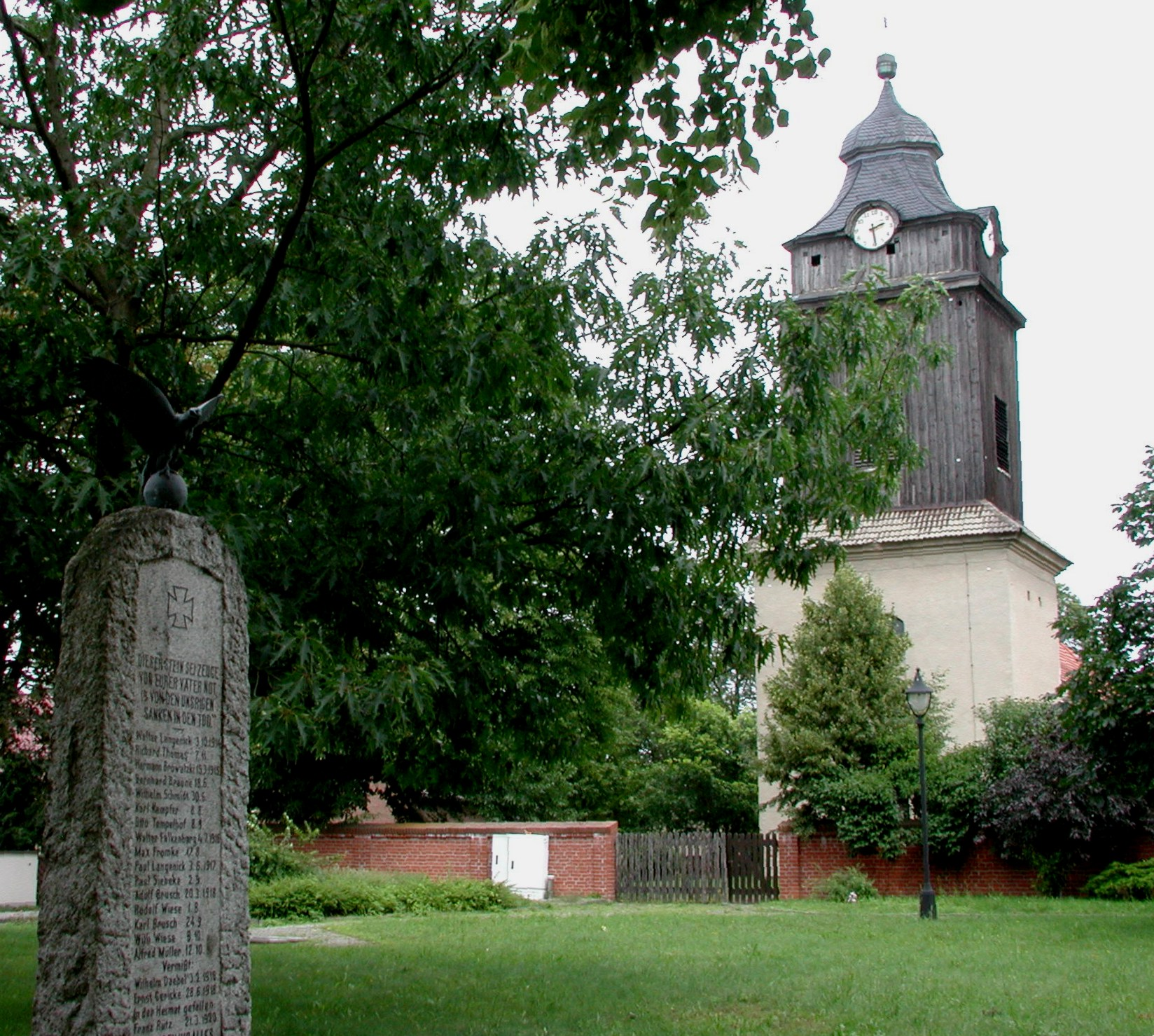
Kerk van Basdorf